# St. Marys (Pensylwania)
St. Marys – miasto w Stanach Zjednoczonych, w stanie Pensylwania, w hrabstwie Elk.